# Сан-Теотоніу
Сан-Теотоніу (порт. São Teotónio; МФА: [ˈsɐ̃w ti.u.ˈtɔ.ni.u]) — парафія в Португалії, у муніципалітеті Одеміра. Розташована в південній частині країни, на теренах історичної португальської провінції Алентежу. Входить до складу округу Бежа. За адміністративним поділом, чинним до 1976 року, терени парафії були складовою провінції Нижнє Алентежу. Належить до Безької діоцезії Католицької церкви. Патрон — святий Теотоній. Площа — 306,2944 км². Населення — 5527 ос. (2011). Слабо урбанізований регіон. Густота населення — 18,04 осіб/км²
. Код — 021109.

## Населення
| Кількість мешканців | Кількість мешканців | Кількість мешканців | Кількість мешканців | Кількість мешканців | Кількість мешканців | Кількість мешканців | Кількість мешканців | Кількість мешканців | Кількість мешканців | Кількість мешканців | Кількість мешканців | Кількість мешканців | Кількість мешканців | Кількість мешканців |
| ------------------- | ------------------- | ------------------- | ------------------- | ------------------- | ------------------- | ------------------- | ------------------- | ------------------- | ------------------- | ------------------- | ------------------- | ------------------- | ------------------- | ------------------- |
| 1864                | 1878                | 1890                | 1900                | 1911                | 1920                | 1930                | 1940                | 1950                | 1960                | 1970                | 1981                | 1991                | 2001                | 2011                |
| 3 327               | 3 409               | 3 616               | 3 749               | 4 246               | 4 897               | 5 872               | 7 170               | 8 080               | 8 183               | 6 175               | 6 385               | 4 738               | 5 019               | 5 527               |